# Een alchemist (Justus van Attevelt)
Een alchemist is een schilderij door Justus van Attevelt of Jan Adriaensz van Attevelt in het Centraal Museum in Utrecht.

## Voorstelling
Het stelt een jongen voor in een interieur. Hij is rijk gekleed en draagt een grote hoed. Uit zijn rechterzak steekt een wapenstok. Met beide handen houdt hij een boekje vast met op beide pagina's een menselijke schedel. Op een van de pagina's is de inscriptie "6. Van de Wonde" aangebracht. Mogelijk heeft het boekje dus een medisch-anatomische inhoud. De jongen staat voor een tafel die vol staat met allerlei wetenschappelijke voorwerpen, zoals boeken, manuscripten, een brandertje, een menselijk schedel, zalf- en mengpotjes, een menselijk dijbeen (?), een rode veldfles, houten doosjes, een ganzenveer, een tinnen olielamp en diverse kannen en kruiken. Middenvoor staat verder nog een fles, die half gevuld is met een rode vloeistof en een etiket draagt met het opschrift "O. HYPERIC.". Mogelijk verwijst dit etiket naar het Sint-janskruid uit de Hypericum-familie, dat al vanaf de oudheid een geneeskundige werking wordt toegeschreven.

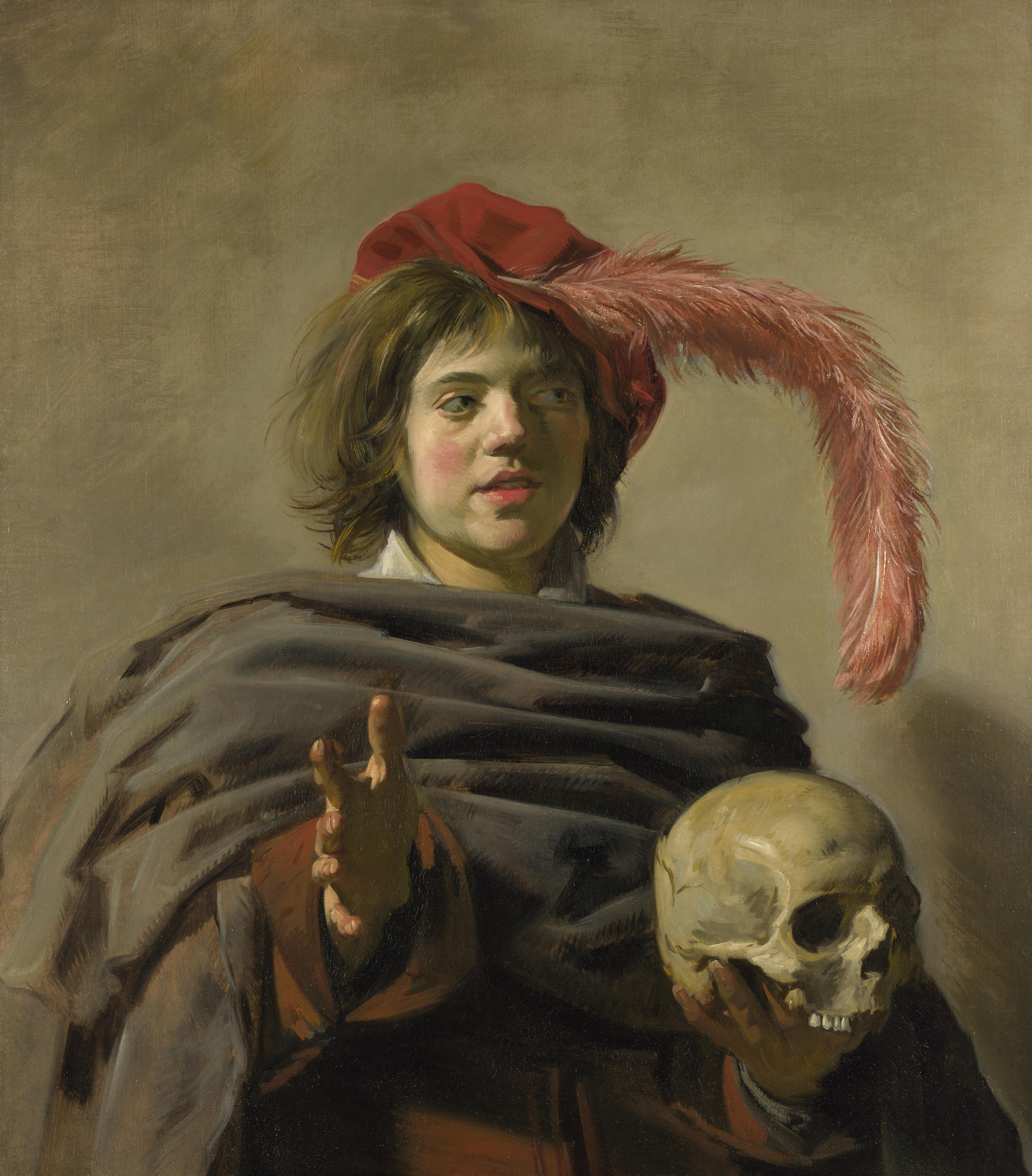
Frans Hals. Portret van een jongeman met een schedel. Ca. 1626. Londen, National Gallery. Sterk vereenvoudigd Vanitas-portret.

Over de precieze betekenis van het werk lopen de meningen uiteen. De Oostenrijkse kunstverzamelaar Wilhelm Mautner ziet in de jongen het portret van "een student in de medicijnen of een jongen arts" en beschrijft de voorwerpen op tafel als "uitgebreide accessoires". Conservator Oude Kunst van het Centraal Museum, Liesbeth Helmus, gaf het schilderij in 1999 de titel Een alchemist, echter zonder verdere toelichting. Waar wel duidelijkheid over bestaat is dat de voorstelling allerlei Vanitas-symbolen bevat, zoals de schedel, het dijbeen, het omgevallen kruikje en de uitgedoofde olielamp. De schilder wil de toeschouwer met deze symbolen dus herinneren aan de vergankelijkheid van het leven.

## Toeschrijving en datering
Het schilderij is rechtsonder op het opengeslagen manuscript gesigneerd ".v.Attevelt". Het wordt afwisselend aan Justus en Jan Adriaensz van Attevelt toegeschreven. Wilhelm Mautner schreef het in 1941 toe aan Justus. In 1977 werd het geveild als werk van Jan. Adriaan van der Willigen schreef het in 2003 op grond van de door hem gegeven datering (ca. 1630) toe aan Jan van Attevelt. Liesbeth Helmus schreef het in 1999 weer toe aan Justus met als argument dat er van Jan Adriaensz van Attevelt geen enkel schilderij bekend is.

## Herkomst
Het werk was begin 20e eeuw in het bezit van kunsthandel de Svensk-engelska konstgalleriet in Stockholm. In 1941 wordt het door Mautner gesignaleerd in de verzameling van Sven Boström, eveneens in Stockholm. In 1953 werd het tentoongesteld als bruikleen van dhr. of mevr. H.G. Evers uit Malmö. Op 28 oktober 1977 werd het gekocht door het Centraal Museum op een anonieme verkoping bij veilinghuis Christie, Manson & Woods in Londen (als Jan Adriaensz van Attevelt).